# 竹塘乡半叶趾虎
竹塘乡半叶趾虎（学名：Hemiphyllodactylus zhutangxiangensis）一种于中华人民共和国云南省普洱市澜沧拉祜族自治县竹塘乡发现的爬行动物，隶属于壁虎科半叶趾虎属。
其种加词“zhutangxiangensis”意为“竹塘乡的”。

## 形态特征
竹塘乡半叶趾虎体型小，雄性体长34.67～41.35毫米，雌性体长32.29～44.42毫米。半叶趾虎具有改变体色的能力，根据模式标本捕获时拍摄的照片描述的体色如下：身体背面底色为浅灰色，密布深色斑纹；眶前和眶后的深色条纹从鼻孔外侧穿过眼睛延伸到身体前肢腋窝的正前方；腹面为灰色。

## 保护
本种于2023年被收录入《有重要生态、科学、社会价值的陆生野生动物名录》。